# 君と僕とBEEの★BEAT戦争
『君と僕とBEEの★BEAT戦争』は、日本のバンド、GOING STEADYが2003年4月23日にリリースした、初の映像作品でありGOING STEADYの最後のライブとなってしまった2002年12月24日の渋谷ラママでの映像(童貞たちのクリスマスイブ〜サンタが裸でやってきた〜)と5本のプロモーションビデオが収録されている。

## 概要
- GOING STEADYの最初で最後の単独での映像作品である。
- ジャケットのイラストはミネタが書いた。
- 初回盤と通常盤とがある。
- スタッフによるデジカム1台での海賊盤的ライブ映像。
- その後の『童貞たちのクリスマスイブ』で恒例となる、ミネタの衝撃映像を見ることができる。
- -アウトロ- 青春時代の後で解散後のメンバーの姿が見ることができる。

## 収録曲
1. 若者たち
2. 駆け抜けて性春
3. MY SOULFUL HEART BEAT MAKES ME SING MY SOUL MUSIC（PV）
4. 星に願いを（PV）
5. 惑星基地ベオウルフ
6. 銀河鉄道の夜
7. YOU & I VS. the world
8. 東京少年（PV）
9. 童貞ソー・ヤング（PV）
10. 夜王子と月の姫
11. もしも君が泣くならば
12. STAND BY ME
13. 若者たち（PV）
14. BABY BABY（オナニーマシーンとの合体バンド：ゴイオナでの演奏）
15. -アウトロ- 青春時代